# Тауэр, Никлас
Никлас Тауэр (нем. Niklas Tauer; род. 17 февраля 2001, Майнц) — немецкий футболист, полузащитник клуба «Майнц 05».

## Клубная карьера
Тауэр — воспитанник клубов «Зельцен», «Вайзенау» и «Майнц 05». 16 января 2021 года в матче против дортмундской «Боруссии» он дебютировал в Бундеслиге в составе последних. 2 февраля в матче «Пирмазенс» отметился первым голом за дубль в Региональной лиге.
В декабре 2022 года «Шальке 04» арендовал полузащитника на полтора года. 5 мая 2023 года в поединке против «Алеманнии» Никлас забил первый гол за дубль гельзенкирхенцев. 20 августа в матче против «Айнтрахт Брауншвейг» Тауэр дебютировал за основной состав «Шальке 04».
В январе 2024 года Тауэр на правах аренды стал игроком «Айнтрахт Брауншвейг». 19 января в поединке против «Хольштайна» Никлас дебютировал за новый клуб.